# MM Весов
MM Весов (лат. MM Librae) — одиночная переменная звезда в созвездии Весов на расстоянии (вычисленном из значения параллакса) приблизительно 9917 световых лет (около 3040 парсеков) от Солнца. Видимая звёздная величина звезды — от +19,7m до +18,5m.

## Характеристики
MM Весов — пульсирующая переменная звезда типа RR Лиры (RRAB).